# Xã St. Vincent, Quận Conway, Arkansas
Xã St. Vincent (tiếng Anh: St. Vincent Township) là một xã thuộc quận Conway, tiểu bang Arkansas, Hoa Kỳ. Năm 2010, dân số của xã này là 640 người.